# 刺袋狸属
刺袋狸屬（Echymipera, 刺袋狸），哺乳綱的一屬，屬兔耳袋狸科，而與刺袋狸屬（刺袋狸）同科的動物尚有新幾內亞袋狸屬（大袋狸）、鼠袋狸屬（鼠袋狸）等之數種哺乳動物。